# Дом Вигеля
Дом Вигеля — памятник архитектуры в Воронеже, расположенный по адресу: улица Вайцеховского, 2/4.

## Описание
Построен в середине XVIII века. Фасады оформлены в стиле ампир, присутствует пышный аттик, маски, пилястры, лепнина. В середине XIX века он перешёл во владение Ф. Н. Вигеля. В конце XIX-начале XX веков к дому пристроили двухэтажную пристройку в том же стиле по проекту инженера А. И. Шпаковского для родильной больницы и детского приюта, а главное здание передали для размещения губернской земской управы. По проекту архитектора Д. Н. Васильева в начале 1910-х годов особняк был удлинён.
Во время Великой Отечественной войны разрушен, восстановлен по проекту архитектора В. В. Савостьянова в 1948 году.
В настоящее время он представляет собой двухэтажное здание из трёх разновременных построек. До конца 1980-х годов здесь размещался роддом № 4.